# Boris Previšić

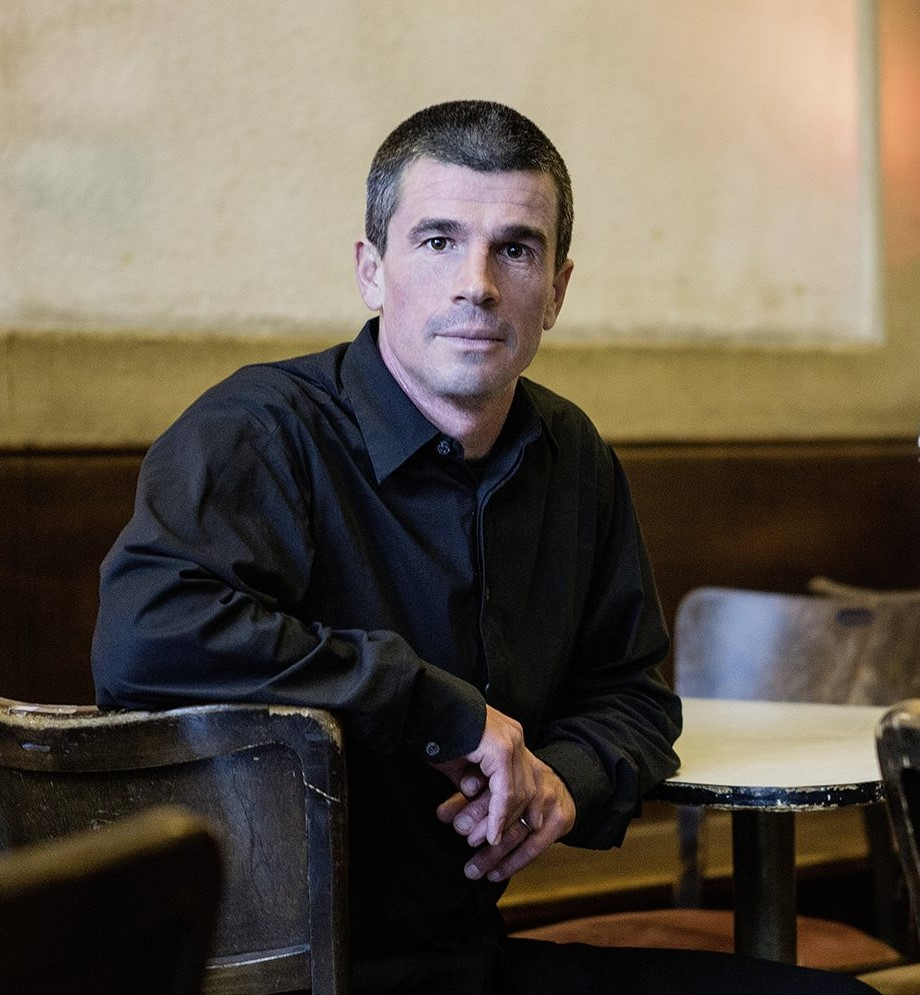
Boris Previšić

Boris Previšić (* 11. April 1972 in Richterswil) ist ein Schweizer Literaturwissenschaftler und Musiker. Er ist Professor für Literatur- und Kulturwissenschaften an der Universität Luzern und Gründungsdirektor des Instituts Kulturen der Alpen.

## Leben
Als Sohn eines Jugoslawen und einer Schweizerin wuchs er auf einem Biobauernhof in Fischenthal auf. Bereits als «15-Jähriger hatte er einen Rettungsplan für Jugoslawien» in Anlehnung an das Schweizer Modell im Sinne einer «Confoederatio Jugoslavica».  Previšić ist Vater von drei Söhnen.

### Musikalisches Wirken
Nach der Matura am Langzeitgymnasium in Wetzikon erwarb Previšić in Winterthur das Orchesterdiplom (1996) und machte bei Felix Renggli an der Musikakademie Basel die Konzertausbildung mit kammermusikalischem und kulturphilosophischem Schwerpunkt. Bevor sich Previšić der Literatur- und Kulturwissenschaften verschrieb, verfeinerte er seine interpretatorischen Fähigkeiten in der Neuen und Zeitgenössischen Musik sowie auf der Traverso an der Cité internationale des arts in Paris bei Gilles Burgos. 1999 erhielt er den ersten Preis am nationalen Querflötenwettbewerb des Lions-Clubs.  Im selben Jahr spielte er mit dem Ensemble Daswirdas für Konzeptmusik John Cages Branches ein. 2001 gründete er zusammen mit Matthias Arter pre-art zur Förderung des zeitgenössischen Musikschaffens in Ost- und Südosteuropa. Mit dem Komponisten Ališer Sijarić schuf er Sonemus Fest für zeitgenössische Musik in Sarajevo.  2016 erhielt er mit den pre-art Soloists  das Werkjahr für Interpretation der Stadt Zürich.  William Blanks Werk OPHRYS (2019) für Ensemble und Soloflöte ist Previšić als Solisten gewidmet und wurde 2022 von ihm unter der Leitung des Komponisten eingespielt.